# Gerhard Hanke (Forstmann)

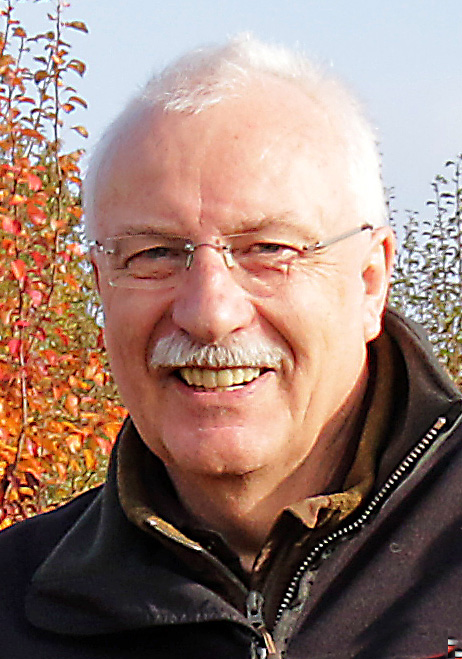
Gerhard Hanke (2016)

Gerhard Hanke (* 28. August 1951 in Treis-Karden) ist ein deutscher Förster, Kommunalpolitiker und Publizist. Hanke arbeitete nach seiner Promotion im rheinland-pfälzischen Umweltministerium, wurde Leiter des Forstamtes Bingen und dann langjähriger Leiter des Forstamtes Rheinhessen in Alzey. Als Kommunalpolitiker war er über 20 Jahre Bürgermeister von Waldalgesheim und im Landkreis Mainz-Bingen in unterschiedlichen Funktionen politisch aktiv. Für sein langjähriges kommunalpolitisches Engagement wurde er 2019 vom rheinlandpfälzischen Innenminister Roger Lewentz mit der Freiherr-vom-Stein-Plakette ausgezeichnet.
Hanke ist auch Autor zahlreicher Bücher und anderer Publikationen.

## Leben
Hanke, dessen Vater und Großvater bereits Förster waren, studierte Forstwissenschaften in Freiburg und Wien, absolvierte sein Referendariat in Trier, promovierte zum Thema Aufforstung. Zu seinen beruflichen Leistungen als Forstamtsleiter gehörten u. a. die „frühzeitige Einführung von Bestattungswäldern“ und die „besondere Unterstützung von Waldkindergärten“, er brachte „Waldjugendspiele auf den Weg“. Im waldarmen Rheinhessen setzte er sich für Aufforstungen ein und lehrte an der TH Bingen Ökologischen Waldbau. Hanke publiziert regelmäßig zu Forstfragen und zu regionalen Themen. Seine bedeutendsten publizistischen Werke sind sein Buch zu „Wald und Waldgeschichten aus Rheinhessen“ (2016) und zwei historische Fotobücher zu Waldalgesheim (2012/2015 – zusammen mit Heinrich Sinz). Für eines der Fotobücher und für das Buch „Multa – Zukunftsgeschichten“ wurde Hanke neben anderen Autoren mit dem Sachbuchpreis Decimus Magnus-Ausonius 2016 der Heimatfreunde am Mittelrhein ausgezeichnet. Im Jahr 2020 gab er die mit Anmerkungen versehenen Tagebucherinnerungen seines Urgroßvaters Joseph Eisenach heraus, der am Deutsch-Französischen Krieg 1870–71 teilgenommen hatte.
Seit seiner Pensionierung 2016 engagiert er sich neben seiner publizistischen Tätigkeit in umwelt- und kommunalpolitischen Projekten, wie z. B. der geplanten Renaturierung des rheinhessischen Haybaches.

## Publikationen

### Bücher
- 1985: Politische, ökonomische und soziale Faktoren der Erstaufforstung unter besonderer Berücksichtigung der Waldbesitzer. Dissertation an der Albert-Ludwigs-Universität Freiburg im Breisgau
- 2012: Waldalgesheim im Wandel der Jahrhunderte – Eine Fotoreise mit Heinrich Sinz. Text und Konzeption: Heinrich Sinz und Gerhard Hanke. Ortsgemeinde Waldalgesheim (Hrsg.). Geiger Verlag, ISBN 978-3865954794
- 2015: Waldalgesheim: Das Alte Waldalgesheim in Bildern, eine Fotoreise mit Heinrich Sinz und Dr. Gerhard Hanke. Ortsgemeinde Waldalgesheim (Hrsg.). Geiger Verlag, ISBN 978-3865956101
- 2015: Multa – Zukunftsgeschichten. Ortsgemeinde Waldalgesheim (Hrsg.), ISBN 978-3000486654
- 2016: Wald und Waldgeschichten aus Rheinhessen. Verlag Horb am Neckar. ISBN 978-3865956224
- 2020: Das Tagebuch des Joseph Eisenach. Erinnerungen aus dem Feldzuge 1870/71. Mit Erläuterungen von Dr. Gerhard Hanke. Waldalgesheim 2020. ISBN 978-3982254708

### Aufsätze
(Auswahl aus circa 125 Texten seit 1979)
- 1983: Umweltbezogene Öffentlichkeitsarbeit – Wald-Jugendspiele in Rheinland-Pfalz, in: Natur- und Landschaft, 58. Jahrgang Nr. 3, März 1983, Seite 105ff
- 1992: Der Prinzenwald und der Binger Oberförster Bilhardt, Broschüre im Eigenverlag des Forstamtes Bingen (zusammen mit Adam Strack)
- 1997: Die Waldgeschichte der Viertäler am Mittelrhein, in: Beiträge zur Umweltgeschichte II zu Tagungen des Arbeitskreises Forstgeschichte in Rheinland-Pfalz 1996/1997 in Verbindung mit den Universitäten Trier und München, Selbstverlag, 1997, Seite 29ff
- 2005: Klimawandel – Herausforderung aus waldökologischer und waldbaulicher Sicht, LÖBF-Mitteilungen Nr. 2/2005, Seite 25ff
- 2005: Umweltfreundliches und familienfreundliches Wohnen, in: Gemeinde und Stadt Nr. 7/2005, Seite 216ff
- 2009: Grube Doktor Geyer: Monument des deutschen Erzbergbaues- vom Verfall bedroht, in: Heimatjahrbuch des Landkreises Mainz-Bingen, Seite 85ff
- 2009: Das verschwundene keltische Grab, in: Heimatjahrbuch Landkreis Mainz-Bingen, Seite 130ff
- 2011: Eichenprozessionsspinner-Ein Gewinner des Klimawandels?, in: Heimatjahrbuch Landkreis Alzey-Worms, Seite 138ff
- 2019: Wildkatzen in Rheinhessen, in: Heimatjahrbuch Landkreis Alzey-Worms, Seite 142ff
- 2019: Haybach-Renaturierung: Gemeinsames Ziel, in: Heimatjahrbuch Landkreis Mainz-Bingen, S. 77 ff